# On a volé un tram
Pour plus de détails, voir Fiche technique et Distribution.
On a volé un tram (titre original : La ilusíon viaja en tranvía) est un film mexicain réalisé par Luis Buñuel en 1953 et sorti en 1954.
En juillet 1994, le film est inclus dans la liste établie par la revue Somos des 100 meilleurs films mexicains de tous les temps.

## Synopsis
À Mexico, au cours des années 1950, deux anciens employés du tramway no 133 subtilisent leur outil de travail promis à la casse. Conduisant en état d'ivresse, ils sillonnent ensuite la ville, de nuit et, à travers l'ensemble du réseau, juste pour "un dernier tour symbolique"… Durant le trajet, surviennent plusieurs incidents cocasses et inhabituels : montent à bord du véhicule les bouchers d'un abattoir avec des morceaux de viande d'animaux sacrifiés, des religieuses avec une statue du Christ, les gosses d'un orphelinat, une scène de théâtre impliquant Eve et le serpent... Le lendemain matin, alors qu'ils cherchent à ramener le véhicule au dépôt, les employés du no 133 sont poursuivis par un inspecteur à la retraite qui veut les dénoncer. Alors que celui-ci est parvenu à alerter la direction de son ancienne société, nos "deux voleurs" réussissent à déposer le fameux tram à son endroit habituel.  Les responsables mettent alors en doute la parole de l'ex-inspecteur. Cette histoire n'était pourtant pas le fruit d'une illusion.

## Fiche technique
- Titre du film : On a volé un tram
- Titre original : La ilusión viaja en tranvía
- Réalisation : Luis Buñuel
- Scénario : Mauricio de la Serna, José Revueltas, Luis Alcoriza, Juan De La Cabada, d'après un conte de Mauricio De La Serna
- Photographie : Raúl Martinez Solares
- Format : Noir et blanc, 35 mm
- Montage : Luis Buñuel, Jorge Bustos
- Son : José De Pérez, Rafael Luis Esparza
- Musique : Luis Hernández Bretón
- Direction artistique : Edward Fitzgerald
- Production : Clasa Films Mundiales (Armando Orive Alba)
- Pays d'origine :  Mexique
- Langue originale : Espagnol
- Durée : 82 minutes
- Sortie : 18 juillet 1954 au cinéma Olimpia (Mexico)

## Distribution
- Lilia Prado : Lupita, la sœur de Tarrajas
- Carlos Navarro : Juan Caireles, le conducteur
- Fernando Soto : Tarrajas, le receveur
- Agustín Isunza : Papa Pinillos, l'ex-inspecteur
- Miguel Manzano : Don Manuel
- Guillermo Bravo Sosa : Braulio
- Felipe Montoyo : le mécanicien
- José Pidal : le professeur

## Commentaire
« Inspiré d'une action surréaliste remontant à la jeunesse de Buñuel, ce merveilleux film nous offre une visite de Mexico, loin des clichés touristiques ; il donne ainsi à voir certains symptômes de la crise économique provoquée par la modernisation du pays : inflation, surendettement, hausse des prix et menace du chômage. »
C'est, sans doute, la raison pour laquelle on a invoqué, à son endroit, l'influence du néoréalisme italien. Buñuel, peu attiré par ce courant, dira : « C'est possible, car pendant le trajet du tramway on découvre divers aspects de la réalité mexicaine : les quartiers pauvres, les bouchers d'abattoir du Rastro, les acapadores de nourriture (commerçants qui stockent et dissimulent des denrées pour les vendre ensuite au prix le plus élevé). Mais je n'ai pas pensé aux films italiens... »